# Morteza Motahhari
Morteza Motahhari (en persan : مرتضی مطهری), né le 31 janvier 1919 à Fariman et mort le 1er mai 1979 à Téhéran, est un religieux chiite, professeur de philosophie et orateur islamique, commentateur du Coran, penseur, écrivain et parmi les théoriciens du système de la République islamique, il a constitué en 1968 le centre Islamique Irchad.

## Biographie
Né à Farimān près de Machhad dans une famille religieuse, il a appris ses études primaires à l’école coranique chez son père après avoir appris le Coran et suivi leur enseignement primaire, quand il avait treize ans, il se consacre depuis quatre ans à l'étude des sciences religieuses à l'école théologique de Mashhad. Puis il a déménagé à Qom pour continuer ses études et est resté pendant des années au séminaire de cette ville. Plus tard, il se rendit à Téhéran et commença son travail scientifique en enseignant à l’école Sepahsālār et à l’université de Téhéran.
Sa relation et sa collaboration avec Khomeini étaient très étroites et il a assumé des responsabilités en guidant la révolution islamique d'Iran et après sa victoire. Après l’exil de Khomeini, il se mit alors à rédiger des livres et à tenir des conférences sur des thèmes ayant trais aux besoins de l’époque. Il fit des discours dans des universités, devant l’association islamique des médecins ainsi que dans les grandes mosquées de Téhéran.
Motahari a été assassiné le 1er mai 1979 par le groupe Furqān ; sa sépulture est à Qom.

## Œuvres parus en français
De lui reste sur 70 des œuvres qui traitent de sujets religieux dans les différents domaines, philosophique, social, moral, de la jurisprudence islamique, et de l'histoire ; il y a également beaucoup de livres imprimés en français : 
- Concevoir le monde, traduit par Ahmad, édition par Albouraq, 2009.
- De la sagesse des Imams, traduit par Fadwa al-Khalili, édition par Albouraq, 2011.
- L’assistance d’Allah dans la vie de l’humanité, traduit par Aqil sheikh hossein, Bibliothèque Ahl Elbeit-paris.
- L’Homme et la foi, traduit par Abbas Ahmad Bostani, édition par La Cité du Savoir.
- La justice divine, traduit par Raghida Ousseiran, édition par albouraq, 2007.
- La pensée islamique: champs et repères, traduit par Raghida Ousseiran, édition par A.R.C.S., 1998.
- La question du hijab, traduit par C. Jalali, édition par L'organisation pour la propagande islamique, 1993.
- La rationalité de l’Islam, traduit par Abbas Ahmad Bostani, édition par Publications du séminaire islamique.
- La science de la gnose, traduit par Abd al-Wadud Bour, édition par Albouraq, 2012.
- La société et l’histoire, traduit par Akbar Asghari Tabrizi, édition par L'organisation pour la propagande islamique, 1990.
- La tentation du matérialisme, traduit par Mohamad Abdeljalil, édition par Albouraq, 2011.
- Le concept de l’humain dans l’islam, traduit par Mouslim Fidahoussen, édition par Édition Ya'subuddin,
- Le Prophète Ummi, édition par Ministère de l'orientation islamique d'Iran, 1982.
- Le Vrai et le Faux, traduit par Mohsen Khaliji, édition par Organisation de la culture et des relations islamiques, 1996.
- Les causes de l’attrait du matérialisme, traduit par Madjid Karshénas, édition par Organisation de la culture et des relations islamiques, 1997.
- Les cent discours (Sad goftar), traduit par Sabiti Ngoy Revu et corrigé par Ibrahim Muntu Betu, édition par Centre international de traduction et de publication islamique "Al-Mustafa", 2016.
- Les droits de la femme en islam, traduit par Abbas Ahmad Bostani, édition par  Ansariyan, 2002.
- Les raisons de la révolte de Houssayn, traduit par Ahmed Mustafa, édition par Zamarat, 2008.
- Mémorials des Justes (1), traduit par C. Jalali, édition par Organisation de la culture et des relations islamiques, 1997.
- Mémorials des Justes (2), traduit par C. Jalali, édition par Organisation de la culture et des relations islamiques, 1997.
- Walayat et Wali, traduit par Mohsen Khaliji,édition par Fondation de la pensée islamique, 1989[4].